# Olga Pijienko
Olga Aleksándrovna Pijienko (en ruso: Ольга Александровна Пихиенко; Volgogrado, 11 de febrero de 1980) es una artista de circo rusa, especializada en equilibrio de manos y contorsionismo.

## Trayectoria
Pijienko se inició en la gimnasia rítmica con cinco años. Con once años comenzó a actuar con su padre, Sasha Pikhienko, en el Circo Nikulin con sede en Moscú. La actuación de Olga con su padre de equilibrio mano a mano, les valió una medalla de oro en 1992 en el Festival Mondial du Cirque de Demain en París. En 1993, ganaron una medalla de plata en Beijing, China, en el Festival Mundial.
Pijienko comenzó a trabajar con el Cirque du Soleil en 1994 con su número más reconocido y considerado de los mejores del mundo en su momento: equilibrio de manos con bastones. En 1996, se fue de gira con la producción Quidam, y, durante más de cinco años, realizó su actuación de equilibrio y contorsionismo por Europa y América del Norte. En 2001, trabajó en la creación de Varekai, siendo filmada para la serie documental del canal de televisión Bravo, Cirque du Soleil: Fire Within, serie ganadora de un premio Emmy en 2003.
Después de una gira con Varekai de tres años, Pijienko decidió expandirse artísticamente, desarrollando nuevas actuaciones para eventos especiales, comerciales, impresos y videos. Su nueva actuación fue coreografiada por Debra Brown, quien ya había coreografiado muchos espectáculos del Cirque du Soleil. Regresó a Quidam en 2006 y realizó una gira con el espectáculo una vez más hasta regresar a la sede del Cirque du Soleil para la creación de Iris, su tercer espectáculo con la compañía, que fue estrenado en julio de 2011. Actuó brevemente en Japón, en un espectáculo llamado Le Noir: the Dark Side of Cirque, en Empire, un espectáculo que estuvo de gira por Australia y fue parte de los artistas que actuaron en la 84º edición de los Premios Óscar.
Es una de las entrenadoras de circo más solicitadas de su tiempo y también es modelo y actriz.

## Espectáculos
- 1991-1992: Circo Nikulin de Moscú junto a Alexander Pijienko
- 1993-1994: Ringling Brothers and Barnum & Bailey Circus junto a Alexander Pijienko.[15]
- 1994-2001: Quidam del Cirque du Soleil, gira norteamericana y gira europea.[4]
- 2001-2003: Varekai del Cirque du Soleil, gira norteamericana.[16]
- 2006-2011: Quidam del Cirque du Soleil, gira por América del Norte y del Sur
- 2011-2012: Iris del Cirque du Soleil en Hollywood.
- 2012: Le Noir: The Dark Side of Cirque
- 2012-2013 Empire, gira por Australia